# گل‌پنجه‌ای
گُل‌پنجه‌ای (انگلیسی: Calothamnus) سَرده‌ای از درختچه‌های خانواده موردیان و بومی جنوب و غرب استرالیای غربی است.
دسته‌بندی گل‌ها در برخی گونه‌های آن در یک طرف ساقه با ظاهر پنجه‌مانند گل‌ها است.
گونه‌های گل‌پنجه‌ای عموماً درختچه‌های چوبی متوسط تا بلند با برگ‌های انبوه هستند. در بیشتر گونه‌ها برگ‌ها انبوه و خطی‌شکل هستند و گل‌ها معمولاً در دسته‌های متراکم قرار می‌گیرند. گلبرگ‌ها کوچک هستند و به زودی پس از باز شدن گل می‌ریزند اما پرچم‌ها بلند، متعدد و معمولاً قرمز روشن هستند.